# Privatizace v Česku
Privatizace v Česku byl proces převodu majetku z vlastnictví nové vzniklého demokratického státu, jenž tento majetek zdědil po bývalém socialistickém státu, do vlastnictví obyvatelstva, tzn. soukromých osob. Probíhal od roku 1992 do poloviny první dekády 21. století. Jednalo se o převod mnohých odvětví průmyslu, bankovnictví a dalších státních podniků. Toho se docílilo několika způsoby, jmenovitě například kuponovou privatizací, nebo prodejem zahraničním investorům. Důsledky privatizace bývají častým diskuzním tématem, zejména kvůli finanční negramotnosti veřejnosti, pochybným okolnostem jejího průběhu a častým aférám ekonomické kriminality.

## Historický kontext
V rámci událostí sametové revoluce roku 1989 docházelo v Československu k hromadění otázek na to, co bude následovat po pádu komunistického režimu. Následovala obrovská změna, jak v měřítku politickém, tak i ekonomickém. Stejně jako v Polsku, Maďarsku a dalších bývalých státech východního bloku musela nastat změna ve společnosti a přechod do kapitalismu.
Tímto problémem se zabývala celá řada českých a slovenských ekonomů. V důsledku únorového převratu 1948 získala moc Komunistická strana Československa. V rámci její vlády bylo intenzivnější pokračování a dokončení transformace ekonomiky Československa do systému Centrálně plánované ekonomiky (CPE). Tento systém měl již v období války značnou popularitu a jeho provedení podporovaly i mnohé nekomunistické strany, odborové organizace, dělníci v závodech, ale i někteří ekonomové a podnikatelé. Podle výzkumu provedeného Československým institutem pro veřejné mínění roku 1947 byla značná část veřejnosti pro alespoň částečné znárodnění klíčových podniků a bank, a to zhruba kolem 65 % tázaných.
Centrálně plánovaná ekonomika trvala až do Sametové revoluce, kdy ji bylo třeba nahradit volným trhem. Znárodněný majetek bylo potřeba navrátit původním vlastníkům, nebo převést do soukromého vlastnictví.

## Rychlá a pomalá privatizace
Důležitou osobností debaty o bezúplatných převodech majetku státu na soukromé osoby byl bezpochyby Jan Švejnar. Ten přišel s návrhem tzv. “Pomalé privatizace”, který se podobá privatizaci provedené v Polsku.
“Jeden možný a dost přitažlivý postup spočívá v následující řadě opatření: prvním krokem je zvýšení disponibilního bohatství obyvatelstva. Část státního vlastnictví průmyslových, zemědělských a jiných podniků se rozdělí obyvatelstvu, podobně jak to bylo provedeno při privatizaci např. v Kanadě ( v provincii Britská Kolumbie) a v Chile. To lze realizovat například tak, že všechny státem vlastněné podniky jsou vládou naráz proměněny na akciové společnosti s určitým počtem akcií, které by byly drženy speciálními vládními korporacemi (holdingovými společnostmi). Tento krok by okamžitě zamezil prodeji národního bohatství jednotlivci či skupinami. Uvedené korporace pak rozdělí část akcií na počítačem uvedená konta občanů , která mají formu diverzifikovaných souborů (portfolií) akcií.” Tento návrh nakonec nebyl uplatněn.
Důležité pro ekonomy byla ale provést privatizaci co nejrychleji, dokud ještě v obyvatelstvu kolovala nálada pro změnu. Vliv na rychlost privatizace měla také tzv. Předprivatizační agónie, tedy ztráta motivace aktuálních manažerů podniků vést podniky dál do té doby, než budou zprivatizovány a získají nové vlastníky. Zvítězila nakonec tak “Rychlá privatizace”, při které budou podniky privatizovány ihned a kdy se o restrukturalizaci podniků postarali až noví vlastníci.

## Průmysl
Transformaci průmyslových podniků můžeme rozdělit na krátkodobou a dlouhodobou.
Krátkodobá transformace spočívala pouze v rychlé reakci podniku na šok a tyto firmy se zakrátko dostaly do problémů. Dlouhodobá transformace zahrnovala investice, inovace a rozvoj firmy pro konkurenceschopnost na mezinárodních trzích. Dlouhodobou formou transformace však prošlo málo podniků, jednak kvůli finančním bariérám, kvůli strachu manažerů z odporu zaměstnanců, roli tu hrál také střet obav o budoucnost podniku a osobních zájmů manažerů. Jejich funkce byly také v nových podmínkách značně nejisté, na rozdíl od dob komunismu, kdy vysoká funkce v podniku byla spojená s členstvím v komunistické straně a to jim dávalo jistotu udržení se v podniku. V nové době, kdy se ozývaly hlasy po čistkách ve vysokých funkcích, museli manažeři čekat na restrukturalizaci, a své potvrzení ve funkci novým vedením.

### Zahraniční akvizice
Dlouhodobou transformací prošly zejména podniky, co se dostaly do zahraničních rukou. Noví majitelé, na rozdíl od těch českých, kladli důraz na vysokou produktivitu a kvalitu výrobku a zaváděli novou firemní kulturu, což se zprvu setkalo s nepochopením u zaměstnanců, ale k žádným velkým protestům nedošlo. Podmínky a vyhlídky, které majitelé nabízeli, byly atraktivní, jako vyšší platy, jistoty pro ty, co dobře pracovali, a pro některé zaměstnance naděje na zahraniční cesty a kariérní růst. Počáteční strach byl dán rozporem mezi západní a socialistickou pracovní morálkou, kdy se zkrátka na produktivitu a kvalitu tolik nedbalo a byl zajištěn i ten, kdo dobře nepracoval.

#### Sklo Union Teplice
Tuto akvizici belgickou firmou Glaverbel Group bylo jednoduché zvládnout. Sklo Union Teplice měla zavedený mix produktů a v následujících letech plynule rostly investice a modernizace. Zaměstnanost sice klesla na 1 500 v roce 1999, ale uvádělo se, že produktivita několikanásobně vzrostla. Český podnik našel své místo v celkové strategii mateřské společnosti, byl hlavním dodavatelem pro střední Evropu.

#### Škoda Auto
Automobilka Škoda byla celosvětově známá značka, a netrpěla nadměrnou diverzifikací, takže se její nový majitel, Volkswagen Group, mohl soustředit na zvyšování produktivity a kvality.

#### Siemens
Německá celosvětově známá strojírna Siemens u nás postavila množství závodů na zelené louce. Její pokusy o spojení s českými firmami však končily v problémech. V lehkém průmyslu to byla hlavní forma přímých investic, množství velkých českých podniků tak samo bojovalo se zátěží, kterou jim zanechala komunistická minulost.
Továrny na zelené louce u nás stavěly i jiné zahraniční firmy, jako Schoeller nebo Toray.

### Privatizace do českých rukou
Podniky, které zůstaly v rukou českých majitelů, neprošly tak rozsáhlou restrukturalizací, neboť jejich majitelé si její nutnost naplno neuvědomovali. Přesto, že existovaly možnosti zahraniční akvizice v podnicích, podniky je odmítaly. Banky neměly jasnou koncepci, za jakých podmínek by poskytovaly úvěry na restrukturalizaci podniků, takže bylo snadné dát úvěr podniku, jehož pokus o restrukturalizaci byl nereálný. Pokoušely se různě restrukturalizovat, ale nevydělávaly, dále se zadlužovaly a nebyly schopny splácet své úvěry.

#### Tatra
Výrobce automobilů Tatra neměl šanci konkurovat nadnárodním společnostem s jejich zavedenými výrobky. Tehdejší ministr průmysl Jan Vrba prosazoval prodej firmy do zahraničí, ale zastánci kuponové privatizace se obávali, že se z kopřivnického závodu stane pouhá montážní hala a značka Tatra zanikne. Tatra byla privatizována prostřednictvím kuponů. Počáteční úspěchy vyvážila pohroma, která nastala potom, co odběratelé nezaplatili za dodaná auta. Tatra byla enormně zadlužená a v roce 1994 Klaus prosadil prodej novému manažerskému týmu z USA. Ani ten neuspěl, a Tatra stále dlužila na úvěrech 4 mld. Kč, víc než byl její roční obrat. Následoval zamítnutý plán vládní pomoci od ředitele Škody Plzeň Lubomíra Soudka v roce 1997. Ve 21. století Tatra vystřídala několik majitelů, v roce 2013 byla prodána v dražbě ale nákladní automobily vyrábí dodnes.

#### Škoda Plzeň
Škoda měla být původně prodána německému Siemensu. Objevil se však bývalý ředitel Škody Lubomír Soudek, který Škodu ovládl, a představil nový business plán . Škoda se ale dostala do finančních problémů, což Soudek přehlížel a zlehčoval. V únoru 1999 byl odvolán a přišlo se na machinace, které tu Soudek prováděl. Škoda byla zařazena do resuscitačního programu a v roce 2002 byla prodána firmě Appian Group.

#### Poldi Kladno
Jeden z prvních průmyslových podniků, Poldi Kladno, se po revoluci ukazoval jako nekonkurenční. Jako kupec byla vybrána firma Bohemia Art Vladimíra Stehlíka. I když Stehlík neměl dostatek finančních prostředků, vláda se jím tvářila ohromeně a začala s ním spolupracovat. Zakrátko se Poldi dostala do finančních problémů, a zjistilo se, že Stehlík penězi Poldi platil úvěry svých jiných firem. Po rozkolu mezi vládou, Komerční bankou, u které si Poldi vzala úvěr a Stehlíkem vyhlásila roku 1997 Poldi bankrot.

#### ČKD
Na začátku 90. let ČKD hrozil bankrot, což se vyřešilo její transformací na holding. Dohoda z roku 1992 o prodej německé firmě AEG však zkrachovala. Nakonec byla prodána české firmě Inpro, která se zabývala konstrukčním inženýrstvím a kterou vedl Jiří Maroušek. Jeho cesta přivedla ČKD do ztráty a v rámci výroby panovala poněkud děsivá nekompetence v podobě vadných dopravních prostředků.

## Finanční sektor
Pomalá a neflexibilní. I tak by se dala nazvat privatizace ve finanční sféře po sametové revoluci. V důsledku nerozhodnosti porevoluční vlády se banky v ČR staly nežádoucí pro investory. nedostatečné využití zahraničních investorů při privatizaci velkých podniků na počátku privatizace jako takové, způsobila, že profit z prodeje byl minimální ne-li nulový. Ve většině případů stát zainvestoval více peněz do očištění bank od pochybných pohledávek, ale částky, které měly zvýšit hodnotu bank se neobjevili ve finální sumě za prodej. Výše investic státu byla často mnohonásobně vyšší než konečná částka z prodeje. Proč se však banky musely prodávat a privatizovat bylo založeno na stavu země po 40 letech. Banky nebyly schopné získávat spolehlivé a ověřené klienty na základě krátké historie, což přirozeně bylo rizikové a často nevýhodné. Privatizace jako taková však nakonec kvůli své vleklosti způsobila mnohem větší strukturální problémy a ztráty, které výrazně ovlivnily ekonomickou situaci v ČR.

### Banky a privatizace

##### Česká spořitelna
Česká spořitelna prošla privatizací až v roce 2000, kdy 52 % akcií bylo prodáno bance Erste Bank pod vládou ČSSD Miloše Zemana. Tento prodej se považuje za jedno z nejdůležitějších rozhodnutí, které rozhýbalo bankovní sektor v ČR, ale sklidila kritiku za nízkou cenu při prodeji. Hlavním problémem byla původní investice ČR do očištění České spořitelny od pochybných dlužníků. Tato investice stála stát 40 miliard korun. Efektivita nového vedení se však ukázala záhy po odkoupení České spořitelny, kdy se z prodělávající banky stala banka profitující (každoroční miliardové ztráty před rokem 2000, rok 2001 profit 1,8 miliard korun). Prodej České spořitelny však měl dohru a okolnosti za jakých se banka prodala se staly jak tématem pro diskuzi tehdejších politiků, ale i důvodem pro soudní spory mezi majitelem Erste a zaměstnanci Erste, kteří podezírali vedení Erste z uplácení politiků za účelem výhodného odkoupení České spořitelny.

##### Československá obchodní banka
V roce 1999 se Československá obchodní banka stala součástí vítězné KBC, která zaplatila za 90 % akcií kolem 54 miliard korun. ČSOB se stala druhou bankou v rukách soukromého vlastníka. Původně banka zakládána pro exportní účely, prošla na počátku 90. let změnou a soustředila se na jak tuzemské firmy tak i drobnější zákazníky. V roce 1992 se ČSOB musela restrukturalizovat kvůli nespočtu rizik z devizových aktiv a pasiv v hodnotě desítek miliard korun. Podle expertních analýz však veškeré náklady na tuto transformaci dosahují až na téměř 172 miliard korun. Navzdory počátečnímu zadlužení, ČSOB byla jednou z mála bank, která v průběhu času stát nijak výrazně nezadlužila a to i díky vyhýbání se rizikovým půjčkám. Za takový úspěch banka vděčila zejména svému vedení v čele s Pavlem Kavánkem. To samé se však nedá říci o ČSOB po privatizačním řízení a vedení banky po převodu na nového majitele.

##### Komerční banka
Komerční banka byla v roce 1992 převedena v rámci privatizace na akciovou společnost. Podíly Komerční banky se posléze přerozdělily na pět různě velkých částí, přičemž většinové procento vlastnily Fondy národního majetku České a Slovenské Republiky a vlastníci kupónů při kupónové privatizaci (41 %). V roce 1998 se Komerční banka dostala do finančních potíží a tím se jí snížila hodnota na trhu s akciemi. Dřívější prodej banky by tedy maximalizoval kupní cenu a minimalizoval ztráty. Stejně jako i jiné banky, Komerční banka byla prodána netransparentně a za podezřelých okolností.

##### Investiční a poštovní banka
Snad nejkontroverznější okolnosti privatizace se týkají právě Investiční a poštovní banky. Banka vznikla rozdělením Investiční banky na českou a slovenskou část a později se spojila s Poštovní bankou. Mezi lety 1992-5 byl velký zájem ze strany zahraničních investorů na koupi IPB, kteří byli ochotní zaplatit plnou a skutečnou tržní cenu. 49,58 % akcií bylo prodáno prostřednictvím kupónů. Banka byla plně privatizována až v roce 1998. Investor Nomura Europe, který odkoupil státní většinový podíl, nezabezpečil ozdravení banky a v roce 2000 mu byla Českou národní bankou odebrána licence na základě výrazného úbytku na hodnotě banky. IPB se záhy stala součástí ČSOB.

##### Živnostenská banka
Stejně jako všechny ostatní banky, Živnostenská banka se také v roce 1992 stala v rámci privatizace akciovou společností. Již v tom stejném roce byla nadpoloviční většina akcií prodána zahraničnímu investorovi International Finance Corporation a BHF-Bank. Tito investoři spolu s ostatními vlastníky svůj podíl však prodali a v roce 2003 se většinovým vlastníkem stalo UniCredito Italiano S.p.A..

## Kuponová privatizace
Velkou součástí privatizace po sametové revoluci byla bezesporu kuponová privatizace. Za její autory jsou považováni Tomáš Ježek, Dušan Tříska a Václav Klaus. Jednalo se o systém privatizace, který byl již dříve vyzkoušen například v kanadské Britské Kolumbii.
Systém kuponové privatizace byl následující. Aby se občan mohl kuponové privatizace účastnit, musel se stát DIKem, tedy “držitelem investičních kuponů”. Každý dospělý občan si tak mohl za 35 Kč zakoupit kuponovou knížku, a následovně za každých 1000 Kč známku. Kuponová knížka obsahovala 10 kuponů, kde každý kupon tvořil hodnotu 100 bodů. Tyto body a kupony mohl občan následně uplatňovat v jednotlivých kolech vln kuponové privatizace. V každém kole mohl DIK reagovat užitím svých kuponů na vybrané akcie stanovené pro příslušné kolo. Pokud poptávka akcií nepřevyšovala nabídku, akcie byly zájemcům připsány na účet ve Středisku cenných papírů a zbytek akcií postoupil do dalších kola. Pokud poptávka akcií převyšovala nabídku, zájemcům akcie nebyly připsány a postoupily všechny do dalšího kola. Zbytek akcií po posledním kole zůstal Fondu národního majetku.

#### Vlny kuponové privatizace
Celkem proběhly dvě vlny kupónové privatizace. První proběhla v ČSFR v roce 1992 o velikosti 5 kol. Bylo v ní nabízeno 988 akciových společností o hodnotě 212,5 mil. akcií. Účastnilo se jí 5,95 mil. oprávněných občanů.
Druhá vlna kuponové privatizace pak proběhla již v České republice v roce 1994 a obsahovala 6 kol. Bylo v ní nabízeno 861 akciových společností, z nichž bylo již 185 nabízeno i v první vlně. Hodnota těchto akciových společností tvořila 155 milionů akcií, z toho již 8 milionů akcií bylo i v první vlně. Účastnilo se jí 6,16 mil. oprávněných občanů.
Celkem se tak v obou vlnách kuponové privatizace nabízelo 1 664 akciových společností o celkové hodnotě 359,5 mil. akcií, a účastnilo se jich 12,11 mil. osob.
Dalo by se hovořit i o třetí vlně kuponové privatizace, avšak tou byly označovány “ transakce na sekundárním trhu, v jejichž důsledku docházelo k očekávané koncentraci vlastnictví. Tato aktivita je spojována se jmény Pavel Tykač a Motoinvest.”

### Investiční privatizační fondy
Většina registrovaných občanů své kupony však ale neinvestovala do jednotlivých vln privatizace, ale svěřila je investičním privatizačním fondům. Ty od občanů vybíraly jejich kupony, které slibovaly investovat ve správné akcie, a později pak vyplatí investorům vyšší částku, než kterou do fondů svými kupony vložili. Pravděpodobně nejznámější byly Harvardské investiční fondy, které vlastnil Viktor Kožený. Ty slibovaly sloganem “jistota desetinásobku” svým investorům později vyplatit desetinásobek jejich vkladu, tedy 10 000 Kčs. Získal tak od důvěřujících investorů přes 1 milion knížek. Figurovaly zde i jiné případy jako již zmíněný Motoinvest, jehož se účastnil například Pavel Tykač nebo Jiří Dienstl. Tyto a další fondy se účastnily rozsáhlého tunelování, neboť proti nim nebyly nastavené dostatečné ochranné mechanismy.
Mezi lidmi, kteří na kuponové privatizaci dokázali zbohatnout, byl například již zesnulý nejbohatší Čech miliardář Petr Kellner.